# Тетартерон
Тетартерон, номисма тетартерон (греч. νόμισμα τεταρτηρόν) — название золотых и бронзовых монет Византийской империи. Золотые монеты были в обращении с 960 по 1092 год вместе с гистаменоном, а бронзовые — с 1092 года до середины XIII века.

## Золотой тетартерон
С момента правления императора Константина Великого (306—337 годы) золотыми монетами Византийской империи были солид (номизма), который на протяжении веков оставался стандартным по массе и содержанию золота. Император Никифор II Фока (правивший в 963—969 годах) ввел новую монету, более легкую, чем номизма, и которая стала известна как гистаменон. Номизма уменьшила свой вес с 4,5 грамм золота до 4,13 грамм и размер с 20 до 18 миллиметров. Новая монета получила название — номизма тетартерон, а старые монеты называли номизма гистаменон.
Точная причина введения новой денежной единицы не ясна. По словам историка Иоанн Зонара, это было сделано для увеличения государственных доходов: налоги должны были выплачиваться по-прежнему в гистаменоне, в то время как государство оплачивало свои собственные расходы в менее ценном тетартероне, который был официально оценен как равный полному гистаменону. Современные же ученые выдвигают гипотезу, согласно которой тетартерон являлся имитацией мусульманского золотого динара для использования в восточных провинциях. Другая гипотеза говорит о том, что появление новой монеты явилось результатом неудачной денежной реформы. В пользу этой версии говорит тот факт, что изначально новая монета была отчеканена в небольшом количестве и лишь к середине XI века её количество приблизилось к объёму хождения гистаменона.
В XI веке тетартерон был также 18 мм диаметром, но весил 3,98 грамма и имел слегка вогнутую форму. С середины XI века до 1080 года содержание золота в монете сильно уменьшалось.

## Бронзовый тетартерон
После 1092 года монетная система Византии кардинально изменилась. Новой имперской монетой стал иперпир (4,48 грамм). Император Алексей I Комнин учредил бронзовую монету, которая из-за своей схожести с тетартероном была названа бронзовым тетартероном и имела примерные размеры своего золотого аналога с весом в 4 грамма. Чеканилась в больших количествах и разных отделках. Вышла из оборота в 1261 году после перехода на медные монеты.